# Folsomia albens
Folsomia albens is een springstaartensoort uit de familie van de Isotomidae. De wetenschappelijke naam van de soort is voor het eerst geldig gepubliceerd in 1999 door Kaprus & Potapov.